# إدوارد ستانكيو
إدوارد ستانكيو (بالرومانية:Eduard Stăncioiu)، من مواليد 3 مارس 1981 في بوخارست في رومانيا، لاعب كرة قدم روماني.
يلعب مع نادي كلوي منذ عام 2006.
بدأ باللعب مع منتخب رومانيا لكرة القدم في عام 2008.

## روابط خارجية
- إدوارد ستانكيو على موقع الاتحاد الدولي (مؤرشف)  (الإنجليزية)
- إدوارد ستانكيو على موقع الاتحاد الأوربي (الإنجليزية)
- إدوارد ستانكيو على موقع قاعدة بيانات كرة القدم.إي يو (الإنجليزية)
- إدوارد ستانكيو على موقع ناشيونال فوتبول تيمز (الإنجليزية)
- إدوارد ستانكيو على موقع Soccerway.com (الإنجليزية)
- إدوارد ستانكيو على موقع عالم كرة القدم.نت (الإنجليزية)
- إدوارد ستانكيو على موقع AS.com (الإسبانية)